# Stewart Stern
Stewart Henry Stern (22 de marzo de 1922 - 2 de febrero de 2015) fue un guionista estadounidense, autor del guion de la película Rebelde sin causa (1955), protagonizada por James Dean.

## Biografía
Stern era sobrino de Adolph Zukor, fundador de Paramount Pictures. Fue un veterano de la Segunda Guerra Mundial durante la cual luchó en la Batalla de las Ardenas. Fue el tema del documental Going Through Splat: The Life And Work Of Stewart Stern.
Después impartió un curso en Seattle titulado La conexión personal en TheFilmSchool. También enseñó cada año en el Sundance Institute.
Además de Rebelde sin causa, los créditos de guion más notables de Stern incluyen Sybil, que obtuvo premios Emmy tanto por Stern como por Sally Field, The Rack protagonizada por Paul Newman, The James Dean Story dirigida por Robert Altman, The Outsider protagonizada por Tony Curtis, The Ugly American protagonizada por Marlon Brando, Rachel, Rachel protagonizada por Joanne Woodward y The Last Movie dirigida por Dennis Hopper. También es autor del libro No Tricks in My Pocket: Paul Newman Directs, sobre el descubrimiento de Paul Newman como director, en el rodaje de The Glass Menagerie.
Murió el 2 de febrero de 2015 en Seattle (Washington) a consecuencia de cáncer, a la edad de 92 años.

## Filmografía

### Como escritor
- Benjy (1951) (cortometraje) - Guionista
- Teresa (1951) - Guion y argumento
- Rebelde sin causa (1955) - Guionista
- The Rack (1956) - Guionista
- La historia de James Dean (1957) - Guionista
- Trueno al sol (1959) - Guionista
- El forastero (1961) - Guionista
- The Ugly American (1963) - Escritor (historia en pantalla)
- Rachel, Rachel (1968) - Guionista
- La última película (1971) - Guionista
- Summer Wishes, Winter Dreams (1973) - Guionista
- Sybil (1976) - Guion televisivo
- Una Navidad para recordar (1978) - Guionista

### Como actor
- Noche de miedo (1985) - Cook

## Premios y distinciones
Premios Óscar
| Año  | Categoría            | Película       | Resultado |
| ---- | -------------------- | -------------- | --------- |
| 1952 | Mejor Argumento      | Teresa         | Nominado  |
| 1969 | Mejor guion adaptado | Raquel, Raquel | Nominado  |